# Рорбах-бай-Маттерсбург
Рорбах-бай-Маттерсбург (нем. Rohrbach bei Mattersburg) — ярмарочная коммуна (нем. Marktgemeinde) в Австрии, в федеральной земле Бургенланд. 
Входит в состав округа Маттерсбург.  Население составляет 2719 человек (на 31 декабря 2005 года). Занимает площадь 15,2 км². Официальный код  —  10610.

## Политическая ситуация
Бургомистр коммуны — Альфред Райсмюллер (СДПА) по результатам выборов 2007 года.
Совет представителей коммуны (нем. Gemeinderat) состоит из 23 мест.
- СДПА занимает 15 мест.
- АНП занимает 8 мест.